# Анта і Гетін
Анта і Гетін (порт. Anta e Guetim; МФА: [ˈɐ̃.tɐ i gɨ.ˈtĩ]) — парафія в Португалії, в муніципалітеті Ешпіню. Складова округу Авейру.  Входить до регіону Північ. За старим адміністративним поділом, що був чинним до 1976 року, територія парафії належала провінції Берегове Дору. Заснована 28 січня 2013 року. Площа парафії — 7,97 км², населення — 11 766 ос. (2011), густота населення — 1476,29 осіб/км²
. Патрон — святі Мартин і Стефан. Поштовий індекс — 4500. Код  — 010706.
```
Сформована із колишніх парафій 
Анта
 і 
Гетін
.
```

## Географія

Ешпіню (2013)

## Населення
| 2011  |
| 11766 |